# Система таблет-питания
Система таблет-питания (от нем. Tablett — «поднос») — технология порционирования готовых блюд в пищеблоке, а не в отделениях. Данная технология заключается в том, что еда раскладывается индивидуальными порциями в ударопрочную фарфоровую посуду, которую кладут на подносы, которые затем размещаются в транспортных тележках. В случае больших временных затрат на раздачу еды, подносы находятся в изотермические тележки с возможностью дальнейшего подогрева и охлаждения. Для увеличения скорости формирования подносов, а также соблюдения гигиенических стандартов на кухне, используется конвейер. Вдоль конвейера располагается вспомогательное оборудование для хранения готовых блюд (горячих и холодных), посуды, крышек и подносов: мармиты, диспенсеры и прочее.

## Используемое оборудование для раздачи порционных обедов
- Закрытые термоподносы (изобоксы) с надежной теплоизоляцией;
- Ленточный конвейер в пищеблоке больницы для комплектации термоподносов. При этом длина конвейерной ленты зависит от количества порционируемых приемов пищи и койкомест (в больницах, клиниках);
- Передвижные мармиты, охлаждаемые диспенсеры, штабелеры для посуды;
- Стеллажи для хранения термоподносов, транспортировочные тележки для доставки изобоксов в отделения.

Оборудование для порционирования по системе таблет-питания располагается в помещении комплектации в горячем цехе. Время комплектации термоподносов напрямую зависит от их количества. Например, для больницы на 200 койкомест потребуется около 40 минут. Укомплектованные термоподносы доставляются при помощи транспортировочных тележек в отделения и раздаются пациентам.
После приема пищи использованная посуда и термоподносы помещаются в транспортировочные тележки и доставляются в моечную пищеблока. Посуда, термоподносы, термоконтейнеры и транспортировочные тележки подвергаются обязательной гигиенической обработке и дезинфекции. Для мойки посуды, подносов и изобоксов используются туннельные посудомоечные машины с зоной сушки и транспортировочной лентой. Использование системы «таблет-питания» в больницах позволяет организовать транспортировку и порционную раздачу пищи с учётом индивидуальных требований пациентов. При этом горячие блюда будут поданы горячими, а холодные — холодными

## Преимущества системы таблет-питания
- Достигается существенная экономия полезного пространства лечебного отделения, так как не требуются буфетные и моечные помещения;
- Обеспечивается гигиеническая безопасность при приготовлении и комплектации блюд;
- Благодаря эффективной теплоизоляции термоподносов поддерживается первоначальная температура блюд до 60 минут;
- Упрощается контроль над индивидуальной комплектацией подносов для каждого клиента/пациента/сотрудника в соответствии с персональным диетическим меню.

## Необходимые требования
- строгое соблюдение правил гигиены и санитарных требований в процессе приготовления пищи;
- обязательная дезинфекция посуды, термоподносов и транспортировочных тележек;
- следование необходимым диетическим требованиям и/или предписаниям лечащего врача в приготовлении блюд.